# Pascal Collasse
Pour les articles homonymes, voir Collasse.
Pascal Collasse (ou Colasse) est un compositeur français de la période baroque, né à Reims le 22 janvier 1649 et mort à Versailles le 17 juillet 1709.

## Biographie
Fils d'Antoine Colasse et d'Anne de Martin, Pascal Collasse naît à Reims, une ville que sa famille quitte vers 1651 pour s'installer à Paris. La famille est d'origine modeste, dans le milieu du commerce (tissutiers-frangiers). Pascal Collasse débute comme enfant de chœur à l'église Saint-Paul de Paris, puis il étudie au Collège de Navarre. À partir de 1677, il est le principal collaborateur de Jean-Baptiste Lully, qu'il assiste dans la composition de ses ouvrages pour l'écriture des parties intermédiaires notamment.
Lors du concours de recrutement des sous-maîtres de la Chapelle royale en 1683, il est reçu avec Guillaume Minoret, Goupillet et Michel-Richard de Lalande, et chargé du quartier d'avril. En janvier 1685, il succède à Henry Du Mont comme compositeur de la Chambre dont il partage la charge avec Lalande.
Il continue de travailler avec Lully qui le couche sur son testament, en lui léguant une maison et une rente de 1000 livres. En 1687, il termine Achille et Polyxène, dernière tragédie en musique de Lully, laissée inachevée à sa mort. Dans les années qui suivent, Collasse obtient plusieurs succès à l'Académie royale de musique, avec ses tragédies Thétis et Pelée (1689) et Enée et Lavinie (1690). 
En 1689, il épouse Blaisine Berain, fille de Jean Bérain, dessinateur de la Chambre des Cabinets royaux et décorateur de scène de Lully. Ils auront trois filles et un fils, le seul musicien, Guillaume-Pascal.  
Collasse poursuit sa carrière dans le genre lyrique, en produisant plusieurs ouvrages au succès inégal. Le 4 décembre 1693, il dirige à L’Académie Royale de Musique à Paris la première de Médée de Marc-Antoine Charpentier. Il peut être considéré comme le créateur du genre de l'opéra-ballet, avec le Ballet des Saisons (1695), deux ans avant L'Europe galante d'André Campra. Le Ballet des Saisons, dans lequel Collasse insère plusieurs pièces de Lully, marque cependant un tournant dans sa carrière, en butte à de nombreux démêlés avec les héritiers de Lully, qui l'accusent de plagiat. Les années suivantes, il ne renoue plus avec le succès de ses premiers opéras : Jason en 1696 est un échec, de même que le ballet La Naissance de Vénus, puis ses deux dernières tragédies en musique, Canente et Polyxène et Pyrrhus.
Collasse fut également entrepreneur : il supervisa la création et la direction d'opéras en province, à Bordeaux, Toulouse, Montpellier et Lille. 
Enfin, en 1696, il succède à Michel Lambert comme maître de musique et compositeur de la Chambre du roi, fonctions qu'il conserve jusqu'à sa mort. 
La fin de sa vie est assombrie par la folie. Évrard Titon du Tillet rapporte qu'il consacra ses dernières années - et dilapida ses biens - à la recherche de la pierre philosophale.

## Œuvres
- Plusieurs grands motets pour la Chapelle royale (dont trois sont conservés)
- Quatre Cantiques spirituels d'après les textes de Racine publiés en 1694 pour Saint-Cyr (1695)[4]
- Un ballet pour le collège Louis-le-Grand de la Compagnie de Jésus : Sigalion ou le secret (1689)[5], dansé entre les actes de la tragédie Polymestor[6]
- Un opéra pour le collège jésuite d'Orléans : L'Empire du Destin (1685)[7] (la musique est perdue)
- Tragédies lyriques
  - Achille et Polyxène (l'ouverture et le premier acte sont de Jean-Baptiste Lully) créée le 7 novembre 1687
  - Thétis et Pelée[8] (1689) (que l'on considère comme son chef-d'œuvre)
  - Énée et Lavinie (1690)
  - Astrée sur un livret de Jean de La Fontaine (1691)
  - Jason ou la Toison d'or (1696)
  - Canente (1700)
  - Polyxène et Pirrhus (1706)
- Autres genres lyriques
  - Les Saisons, ballet à entrées (1695)
  - La Naissance de Vénus (1696)
  - Ballet de Villeneuve-Saint-Georges (1692)

## Discographie
- 1993 : Cantiques Spirituels de Jean Racine par Les Talens Lyriques, direction Christophe Rousset, avec Agnès Mellon, Sandrine Piau, Benoît Thivel.
- 1993 : Les Cantiques Spirituels de Jean Racine par Le Concert Royal, direction Patrick Bismuth, avec Isabelle Poulenard, Miriam Ruggeri, Jacqueline Mayeur.